# 邵鼛
邵鼛（?—?），战国时期秦国人物。
邵鼛在秦国担任宗祝（祭祀官）。前313年（周赧王二年、秦惠文王更元十二年、楚怀王十六年），秦国攻打楚国之前，秦王派邵鼛到雍城祭祀巫咸、大沈厥湫诅咒楚王，祈求攻打楚国能获得全胜。当时，秦国已经迁都咸阳，但是一些祭祖活动仍在故都雍城。邵鼛在传世文献没有记载，北宋时出土《秦诅楚文》刻石三件，原石后来失传，现存有帖本、刊本内容。